# Чирики (залив)
Чирики́ (исп. Golfo de Chiriquí) — залив на востоке экваториальной части Тихого океана, вдаётся в южное побережье Панамского перешейка на юго-западе Панамы. На западе залив Чирики ограничивает полуостров Бурика, на юге острова Ладронес и остров Исла-Монтуоса, а на западе остров Койба. Крупнейшей бухтой залива является Чарко-Асуль. Вся акватория залива принадлежит Панаме, будучи поделена между провинциями Чирики и Верагуас.
В акватории залива Чирики расположены архипелаги: Ладронес, Ислас-Секас и Контрерас, а также острова: Парида, Бока-Брава, Исла-Монтуоса, Ла-Поркада и др.

## Охрана природы
| Национальные парки в заливе Чирики |

В акватории залива Чирики частично или полностью расположены следующие особо охраняемые природные территории: Национальный морской парк залива Чирики, Национальный парк Койба и его особо охраняемая акватория; является объектом всемирного наследия ЮНЕСКО в Панаме), заповедник Плайя-Баркета (исп. Refugio de Vida Silvestre de Playa Barqueta) и заповедник Бока-Вьеха (исп. Refugio de Vida Silvestre de Boca Vieja).

## Флора и фауна
Мангры занимают более 500 квадратных километров побережья залива Чирики.